# L. Stanley Crane
Leo Stanley Crane (geboren am 7. September 1915 in Cincinnati (Ohio); gestorben am 15. Juli 2003 in Boynton Beach, Florida) war ein amerikanischer Eisenbahnmanager. Er war Präsident der Southern Railway und Chairman und Chief Executive Officer von Conrail.

## Leben
Sein Vater Leo Vincent Crane war ein leitender Angestellter bei der Southern Railway. 1938 erlangte er seinen Abschluss in Chemie an der George Washington University. Bereits ab 1934 arbeitete er als Laborant für die Southern Railway in Alexandria (Virginia). Diese Tätigkeit setzte er nach dem Abschluss des Studiums fort.
Die folgenden Jahre waren von einem starken technologischen Fortschritt geprägt. So wurden die Dampflokomotiven durch Diesellokomotiven ersetzt, die Güterwagen konnten immer größere Lasten tragen und die Gleise wurden verschweißt und mittels Schrauben auf den Schwellen befestigt. In dieser gesamten Entwicklung bei der Southern Railway war Crane stark involviert.
1959 wurde er Assistent des Chief Mechanical Officers dieser Bahngesellschaft. Da er keine weiteren Aufstiegschancen sah, wechselte Crane 1963 zur Pennsylvania Railroad. Dort wurde er Direktor für Industrial Engineering (Arbeitswirtschaft). D. William Brosnan holte ihn jedoch 1965 zurück zur Southern Railway und Crane wurde der für die Technik und Entwicklung zuständige Vizepräsident. Nachdem 1970 W. Graham Claytor Präsident wurde, wurde Crane zum Vizepräsidenten für den operativen Betrieb und gehörte fortan zum Managementkreis von Claytor. Nachdem Claytor 1976 Marineminister wurde, wurde Crane zum Präsidenten und Chief Executive Officer (1977) der Southern Railway ernannt. Während seiner Amtszeit beendete die Southern Railway als eine der letzten großen Bahngesellschaften den eigenen Personenfernverkehr. Außerdem machte Crane die Gesellschaft zur zweitprofitabelsten in den Vereinigten Staaten. 1979 wurde er Chairman of the Board der Bahngesellschaft. 1980 musste er mit dem Erreichen der Altersgrenze zurücktreten.
1981 wurde er als Nachfolger von Edward G. Jordan zum zweiten Chairman of the Board und Chief Executive Officer der staatlichen Auffanggesellschaft Conrail berufen. Ihm gelang es, das chronisch Verluste schreibende Unternehmen in die Gewinnzone zu führen. Unter anderem handelte er neue Tarifverträge mit den Gewerkschaften aus, reduzierte tausende Arbeitsplätze und legte Bahnstrecken still. Entgegen den Plänen der republikanischen Verkehrsministerin Elizabeth Dole sowie den Vorgaben im Northeast Rail Services Act von 1981 verhinderte er ab 1983 einen Verkauf der Bahngesellschaft unter Wert an die Norfolk Southern bzw. andere Interessenten. Seit seinem Amtsantritt machte Conrail Gewinn. So konnte er erstmals 1986 auch Darlehen der amerikanischen Bundesverwaltung zurückzahlen. 1987 wurde Conrail für 1,65 Milliarden Dollar an die Börse gebracht. Dies war der bis dahin größte Börsengang in den Vereinigten Staaten. Ende 1988 beendete er seine erfolgreiche Tätigkeit bei Conrail. Sein Nachfolger als Chairman und CEO wurde der Präsident von Conrail Richard D. Sanborn.
Er unterstützte die Association of American Railroads (AAR) und die Federal Railroad Administration (FRA) bei der Forschung und Untersuchung neuer Komponenten und Bauteile für den Schienenverkehr. Unter anderem unterstützte er die Nutzung der Versuchseinrichtungen der FRA (Transportation Technology Center) in Pueblo (Colorado) durch die AAR.
1974 und 1983 erhielt er von der Zeitschrift Modern Railroads die Auszeichnung Railroader of the Year. Die Financial World verlieh ihm die Auszeichnungen „Silver Award of CEO of the Decade“ und „Chief Railroad Executive of the Year“. 1978 wurde er Mitglied der National Academy of Engineering. Außerdem erhielt er viele weitere Auszeichnungen und Würdigungen.
L. Stanley Crane wohnte während seiner Zeit bei der Pennsylvania Railroad in Berwyn. Anschließend lebte er in McLean (Virginia). Während seiner Tätigkeit für Conrail wohnte er in Gladwyne, bevor er nach Boynton Beach zog.
Er war von 1962 bis 1976 in erster Ehe mit Jean Eward verheiratet. Aus der Ehe entstammen zwei Kinder. Von 1976 bis 1999 war er mit Joan McCoy verheiratet.
Er verstarb an den Folgen einer Lungenentzündung.